# José Vicente Aguinaco Alemán
José Vicente Aguinaco Alemán (Salamanca, Guanajuato; 14 de julio de 1919-Ciudad de México, 29 de septiembre de 2007) fue un jurista mexicano que se desempeñó como presidente de la Suprema Corte de Justicia de la Nación y como el primer presidente del Consejo de la Judicatura Federal desde 1995 hasta 1998.
Estudió licenciatura en Derecho en la Universidad Nacional Autónoma de México. El presidente Ernesto Zedillo lo nombró ministro de la Suprema Corte de Justicia de la Nación y fue ratificado por el Senado el 26 de enero de 1995, cargo que ejerció desde el 1 de febrero del mismo año, y en el mismo día fue elegido para presidir el tribunal.

## Biografía
Ingresó al Poder Judicial el 5 de diciembre de 1956. Fue secretario de estudio y Cuenta en la Sala Auxiliar de la Suprema Corte de Justicia de la Nación en 1951, adscrito al ministro Felipe Tena Ramírez; juez de distrito en Yucatán y Aguascalientes hasta 1958; secretario de estudio y cuenta adscrito al Pleno de la Corte, en 1959, secretario de acuerdos de la Segunda Sala en este Alto Tribunal; juez segundo de Distrito en el estado de Puebla y Titular del Juzgado Segundo de Distrito en materia Administrativa, en el Distrito Federal; magistrado del Tribunal Colegiado del Segundo Circuito, con sede en Toluca, Edo. de México., 1968; Magistrado del Tribunal Colegiado del Séptimo Circuito, con residencia en el Puerto de Veracruz, 1970; magistrado en el Tribunal Colegiado del Tercer Circuito, con sede en Guadalajara, Jal.; magistrado asdscrito al Tribunal Colegiado del Décimo Circuito, con asiento en Villahermosa, Tab., donde laboró hasta el 15 de septiembre de 1973. 
Especialista en Derecho Constitucional y Derecho Administrativo, ha impartido conferencias y cursos acerca del juicio de amparo y temas relacionados con las reformas a la Constitución y a diversas leyes secundarias; en 1974 participó en el "Curso de Actualización del juicio de amparo", Facultad de Derecho, División de Estudios Superiores, UNAM, cuya contribución bajo el rubro "El Tercer Perjudicado en el juicio de amparo" se publicó en el volumen editado por la UNAM en 1975; "La Reforma Política", Universidad La Salle, 1978; la "I Mesa Redonda sobre Derecho de Amparo", Confederación Patronal de la República Mexicana, 1981; "Seminario 1982 de Actualización del abogado de empresa", octubre de 1982; "La Reforma Legislativa de 1984 y Actualización Jurídica" en la Barra Mexicana y el Colegio de Abogados, A.C.; "Disquisición acerca de las facultades y los procedimientos para suspender y remover o destituir de sus puestos a los Magistrados de Circuito y a los Jueces de Distrito", publicada en el número 2, tomo III, octava época, 1990, de la revista "El Foro", órgano de la Barra Mexicana, Colegio de Abogados, A.C.; "El Futuro del Juicio de Amparo", publicado en el número 74, mayo-agosto de 1992, Boletín de Derecho Comparado, Instituto de Investigaciones Jurídicas, UNAM, que sustentó como coordinador de la Comisión de Derecho Constitucional y Amparo de la Barra. Ha testificado como experto en Derecho Mexicano, en juicios ante tribunales de los Estados Unidos de América. 
Falleció el 29 de septiembre de 2007 a causa de un paro cardiorrespiratorio. Su cuerpo fue velado en una agencia funeraria de Félix Cuevas, donde acudieron a presentar sus condolencias los ministros de la Corte, David Góngora Pimentel, Salvador Aguirre Anguiano, así como los ministros en retiro, Juventino Castro y Castro y Juan Díaz Romero.